# Stewart (Ohio)
Stewart – jednostka osadnicza w Stanach Zjednoczonych, w stanie Ohio, w hrabstwie Athens.